# Руденченко, Виталий Алексеевич
Руденченко Виталий Алексеевич (3 февраля 1940 года — (13 ноября 1985 года) — живописец. Член Союза художников с 1975 года. Почетный житель Илишевского района БАССР.

## Биография
Руденченко Виталий Алексеевич родился 3 февраля 1940 года в г. Андижане. В 1966 году закончил художественное училище им. П. П. Бенькова в Ташкенте.
В 1974 году Руденченко приехал в Уфу, где собирал материал для своей дипломной работы «Нефтяники Арлана».
В 1974 году окончил факультет живописи Ленинградского института живописи, скульптуры и архитектуры им. И. Е. Репина (Санкт-Петербургский государственный академический).
Дипломной работой художника были эскизы панно «Нефтяники» для Дворца культуры нефтяников в г. Нефтекамске Башкирской АССР.
Живя в Илишевском районе Башкирии, в Уфе, он бывал на нефтепромыслах, жил среди буровиков. Писал в основном портреты, воссоздавая в работах образы современников.
Руденченко Виталий Алексеевич — один из ведущих мастеров башкирской живописи 1970—1980-х годов. Часть его картин положила основу открывшейся в 1983 году в селе Верхне-Яркеево БАССР картинной галереи.
Погиб 13 ноября 1985 года в автомобильной катастрофе в г. Уфе.
Картины художника хранятся в БГХМ им. М. Нестерова, картинных галереях РБ (в Уфе, Нефтекамске, Амзе), частных коллекциях.

## Работы
«Маляры» (1974), «Эксплуатационники» (1977), «Бригада бурового мастера А. С. Костелевского» (1978—1979), «Управляющий НГДУ „Арланнефть“ Н. С. Князев» (1978), «Заслуженный нефтяник республики П. Р. Маннанов» (1979), «Оператор С. Н. Матвеева» (1980), «Диалог», «Окраина деревни» (1983), «В пять часов вечера» (1984).
Портреты доярки Р. М. Фархетдиновой, Героев Социалистического Труда Т. Л. Рахманова, Ф. Б. Яхина, Т. С. Назмиева, водителя лесовоза Д. Г. Гусманова, бригадира комплексной бригады М. Г. Газизова, пчеловода З. Г. Ямаева, ветерана войны и труда С. А. Федоровского, «Золотой юбилей. Портрет родителей», «Автопортрете» (1985).
Мозаичные полотна Амзинского Дома культуры, Дома техники в Нефтекамске, Дома культуры в Бирске, в поселках Верхнеяркеево, Серафимовке, панно на здании завода геофизических приборов в Уфе «Недра земли — на благо человека» (1977).

## Выставки
Руденченко Виталий Алексеевич — участник республиканских, региональных, межрегиональной, всероссийских выставок с 1973 года.